# E=MC² (альбом Мэрайи Кэри)
E=MC² — одиннадцатый студийный альбом американской певицы Мэрайи Кэри, выпущенный 15 апреля 2008 года лейблом Island Records. Запись альбома началась в 2007 году в Ангилье после завершения тура The Adventures of Mimi и подготовки основного материала для проекта. Певица сотрудничала с несколькими известными продюсерами и авторами песен, такими как: Джермейн Дюпри, Брайан-Майкл Кокс, Трики Стюарт, Скотт Сторч, The-Dream, Danja и Stargate.
Альбом раскрыл тему спасения от предыдущего брака, преодоления личных и профессиональных неудач. Несмотря на привычное звучание в жанрах поп-музыки и ритм-н-блюза, лонгплей включает достаточное количество подвижных и танцевально-ориентированных композиций и является концептуальным продолжением предыдущего альбома The Emancipation of Mimi. К участию в записи нового лонгплея были приглашены многие артисты, включая Дэмиана Марли, T-Pain и Young Jeezy. Хотя многие музыкальные критики и отмечали похожесть на предыдущий альбом, E=MC² — отличается жанровым разнообразием: певица экспериментирует в жанре регги и углубляется в пение христианских гимнов в жанре госпел.
Альбом возглавил американский чарт Billboard 200 с результатом 463 000 копий за первую неделю продаж, а также вошёл в пятёрку лучших альбомов Австралии, Канады, Швейцарии и Великобритании. Мировые продажи составили 2 500 000 экземпляров. С целью продвижения альбома было выпущено четыре сингла, основной из них: «Touch My Body» стал 18-м хитом в карьере певицы, возглавившим песенный чарт Billboard Hot 100, сделав её единственной сольной исполнительницей в истории чарта по количеству хитов № 1. Сингл был успешен и за пределами Соединённых Штатов Америки, отметившись в пятёрке лучших песен Италии, Японии, Новой Зеландии, Швейцарии и Великобритании. Следующий сингл «Bye Bye» получил восторженные рецензии музыкальных критиков, которые предвещали ему глобальный коммерческий успех, однако, на родине он достиг только 19 места и показал слабые результаты на международном уровне. Последующие синглы «I’ll Be Lovin' U Long Time» и «I Stay in Love» не пользовались успехом ни в одном значимом чарте.

## Предыстория и запись

### Название
До подтверждения официального названия, альбом планировали назвать «That Chick», ориентируясь на название одного из треков этого альбома. Название альбома обозначает «(E) Эмансипация (=) равна (MC) Mariah Carey (²) с двойной силой». Это игра слов, со знаменитой формулой энергии Эйнштейна и с продолжением её музыкального альбома 2005 года «The Emancipation of Mimi».

### Создание
В одном из интервью Мэрайя сообщила, что написала новые песни в течение последнего концертного тура «The Adventures of Mimi». Также было объявлено о том, что Мэрайя записывает новый альбом в арендованной на целый месяц вилле Anguilla на Карибских островах, в которой была построена студия звукозаписи. R&B продюсер Bryan Michael Cox посещал виллу Anguilla и вносил готовые песни в альбом. 1 февраля 2008 года, видео Мэрайи и Джермани Дюпри в звукозаписывающей студии, об одной из поздних ночей проведённых над созданием нового альбома, было опубликовано на официальном сайте Мэрайи. В конце 2007 года Мэрайя заявила, что пытается выбрать из 22 треков самые лучшие, чтобы вставить их в заключительный альбом.

### Музыкальное и лирическое содержание
Музыка нового альбома обращается к множеству музыкальных жанров, таким как Поп, R&B и Hip-Hop, но некоторые из её песен включают биты госпела и рэгги. Её первый эксперимент со стилем Реггей прослеживается в треке «Cruise Control», в частности во втором куплете, где она прибегает к Ямайской лексике (Jamaican patois). В треке Side Effects, Мэрайя говорит о своём замужестве с Томми Моттолой, описывая это как «частный ад», рассказывает об «эмоциональном злоупотреблении», которое она видела в то время и о побочных эффектах, от которых она все ещё страдает. Автор MTV Дженнифер Винеярд сказала, что это — «сильная рок-баллада» и сравнила музыкальный стиль этой песни со стилем Бонни Тайлер и Пат Бенэйтар.

## Продажи альбома

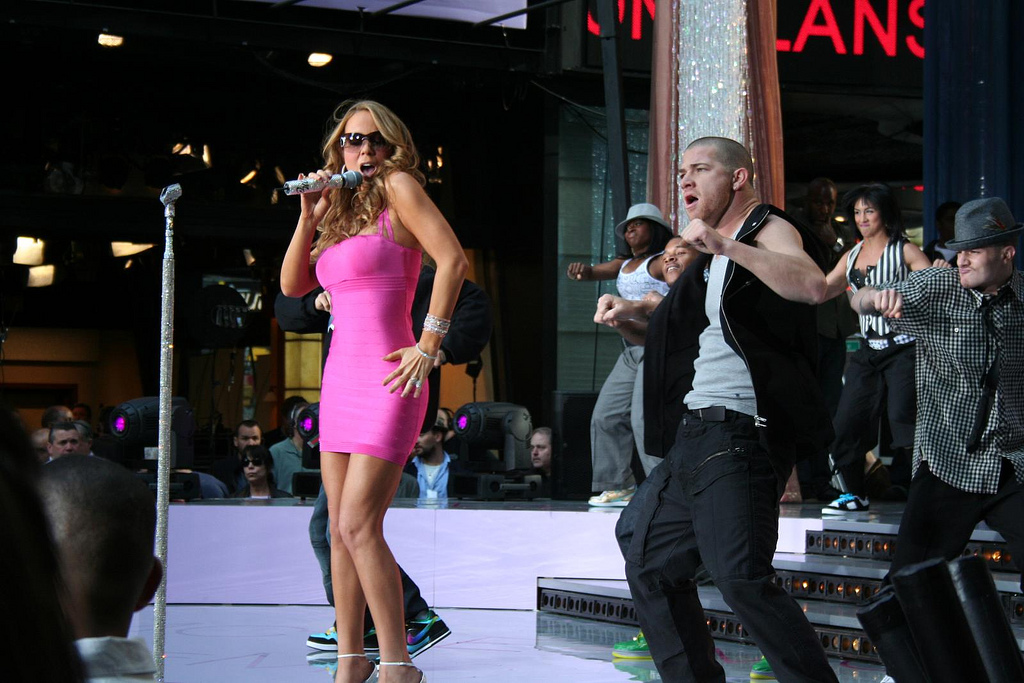
Мерайя исполняет «Touch My Body», апрель 2008 года

E=MC² дебютировал на первой строчке чарта Billboard 200 в США с продажами 463,000 экземпляров за первую неделю, и стал самым успешным дебютом за всю карьеру Мэрайи Кэри. С шестью альбомами номер один, Мерайя совместно с Джанет Джексон занимают третье место среди певиц, после Мадонны с семью, и Барбры Стрейзанд с восьмью альбомами номер один. На второй неделе альбом снова возглавил чарт с результатом 182,000 проданных экземпляров. «E=MC²» — первый альбом, который занял первое место по продажам в течение двух недель, со времен выхода альбома «Daydream» в 1995 году. в настоящее время E=MC² продан тиражом в 1,116,774 экземпляров в США. 8 июля альбом получил платиновый сертификат RIIA.
В Великобритании альбом дебютировал под номером три с продажами в 34,000 экземпляров. Это самый высокий дебют, со времен продаж альбома Butterfly, который занял второе место в 1997 году. В Филиппинах альбом получил золотой сертификат с продажами более 15,000 экземпляров всего за 8 дней. Также золотой сертификат альбом получил в Австралии, где он достиг 2 места. E=MC² занял первое место в Объединённом Мировом Чарте с 617,000 проданных экземпляров и удерживал лидерство в течение двух последовательных недель. В настоящее время продано 1,643,000 копий альбома.
15 апреля в день релиза альбома «E=MC²», мер Антонио Вилларейгоса объявил 15 апреля официально как «день Мэрайи Кэри» в Лос-Анджелесе. Этот шаг был частью празднования в честь восемнадцатого хита номер один Мэрайи Кэри Touch My Body. Кроме того, с 25 по 27 апреля Empire State Building (самый высокий небоскреб в Нью-Йорке) освещался основными цветами нового альбома Мэрайи — розовым и белым — в праздновании её достижений в мире музыки.

## Синглы
«Touch My Body» был выбран первым синглом альбома E=MC². Песня получила положительные отзывы музыкальных критиков, например, журнал «Blender» охарактеризовал этот альбом как «Популярная гениальность делает гениальность популярной». Первый сингл пользовался умеренным успехом по всему миру, достигая максимума в чартах TOP 20 в большинстве стран, но был более успешен в США. «Touch My Body» ворвался в чарт Billboard Hot 100 на 57 место, и в итоге поднялся на вершину чарта, сделав Мэрайю Кэри обладательницей восемнадцати синглов номер один, которая занимает второе место среди артистов с наибольшим числом хитов номер один — «the Beatles», и первое — среди сольных исполнителей, превосходя Элвиса Пресли. Успех был приписан рекордному цифровому коммерческому дебюту, поскольку за первую неделю официальных продаж сингла было продано 286 000 копий.
На официальном сайте Мерайи Кери было объявлено название второго сингла — «Bye Bye». Премьера на радио состоялась 7 апреля 2008 года, и сингл достиг максимума на 19 позиции в чарте Billboard Hot 100.
В ходе промокампании нового альбома в Японии, I’ll Be Lovin' U Long Time был объявлен следующим синглом Мэрайи и запущен в чарт Japan Hot 100. Трек был отправлен на радиостанции США 1 июля 2008 года как официальный третий сингл альбома «E=MC²».
Четвёртым и последним сиглом с альбома стала песня I Stay in Love. 28 октября 2008 года песня была выпущена на радиостанции США, а 16 декабря сингл был выпущен на цифровое скачивание с ремиксами. Песня не попала в чарт Billboard Hot 100, однако возглавила чарт Hot Dance Club Songs.
Некоторые песни из альбома, не являющиеся синглами, заняли несколько позиций в чартах, например, песня «Migrate», которая дебютировала на 92 месте чарта Billboard Hot 100 из-за высоких цифровых продаж, и песня «I’m That Chick», которая достигла максимума на 82 позиции в чарте Hot R&B/Hip-Hop Songs.

## Список композиций
Все песни были написаны или сонаписаны Мэрайей Кэри. Дополнительные авторы в скобках.
1. «Migrate» (при участии T-Pain) (Nathaniel «Danja» Hills, Belawa Muhammad, Faheem «T-Pain» Najm) — 4:17
2. «Touch My Body»  (Crystal «Cri$tyle» Johnson, Terius «The-Dream» Nash, Christopher «Tricky» Stewart) —  3:24
3. «Cruise Control» (при участии Марли, Дэмиан) (Jermaine Dupri, Johnson, Марли, Дэмиан, Manuel Seal) — 3:32
4. «I Stay in Love» (Bryan Michael Cox, Kasseem «Swizz Beatz» Dean, Adonis Shropshire) — 3:32
5. «Side Effects» (при участии Young Jeezy) (J. Jenkins, Johnson, Scott Storch) — 4:22
6. «I’m That Chick» (Johnta Austin, Mikkel S. Eriksen, Tor Erik Hermansen, Rodney Temperton) — 3:31
7. «Love Story» (Austin, Dupri, Seal) — 3:56
8. «I’ll Be Lovin' U Long Time» (Aldrin «DJ Toomp» Davis, Mark DeBarge, Johnson, Etterlene Jordan) — 3:01
9. «Last Kiss»  (Austin, Dupri, Seal) — 3:36
10. «Thanx 4 Nothin'» (Dupri, Seal) — 3:05
11. «O.O.C.» (Dean, Sheldon Harris) — 3:26
12. «For the Record» (Cox, Shropshire) — 3:26
13. «Bye Bye» (Eriksen, Hermansen, Austin) — 4:26
14. «I Wish You Well»  (James Poyser, Mary Ann Tatum)  — 4:35

### Бонус-треки
1. «Heat»1 (William «will.i.am» Adams, Jon Fletcher, Keith Harris, Jalil Hutchins, Johnson, Larry Smith, R.Muller) — 3:34
2. «4real4real»² (при участии Da Brat) (Cox, Shropshire) — 4:13

1 Бонус-трек для Великобритании, Японии и Австралии.

² iTunes Бонус-трек при предварительном заказе альбома и бонус-трек для Японии

## Чарты
| Чарт (2008)                            | Высшее место |
| -------------------------------------- | ------------ |
| Australian Albums (ARIA)               | 2            |
| Austrian Albums (Ö3 Austria)           | 8            |
| Belgian Albums (Ultratop Flanders)     | 17           |
| Belgian Albums (Ultratop Wallonia)     | 25           |
| Канада (Canadian Albums Chart)         | 1            |
| Чехия (ČNS IFPI)                       | 39           |
| Danish Albums (Hitlisten)              | 18           |
| Dutch Albums (MegaCharts)              | 11           |
| European Albums (Top 100)              | 3            |
| French Albums (SNEP)                   | 6            |
| Германия (Offizielle Top 100)          | 7            |
| Italian Albums (FIMI)[                 | 9            |
| Japanese Albums (Oricon)               | 14           |
| New Zealand Albums (Recorded Music NZ) | 10           |
| Norwegian Albums (VG-lista)            | 20           |
| Польша (ZPAV)                          | 33           |
| Portuguese Albums (AFP)                | 15           |
| Шотландия (Scottish Albums Chart)      | 9            |
| Spanish Albums (PROMUSICAE)            | 16           |
| Swedish Albums (Sverigetopplistan)     | 22           |
| Swiss Albums (Schweizer Hitparade)     | 5            |
| Великобритания (UK Albums Chart)       | 3            |
| США (Billboard 200)                    | 1            |
| США (Billboard Top R&B/Hip-Hop Albums) | 1            |

| Чарт (2008)                        | Высшее место |
| ---------------------------------- | ------------ |
| Australian Urban Albums (ARIA)     | 18           |
| UK Albums (OCC)                    | 134          |
| Billboard 200                      | 22           |
| Top R&B/Hip-Hop Albums (Billboard) | 9            |
| Worldwide Albums (IFPI)            | 26           |

## Над альбомом работали
- Продюсеры: William «will.i.am» Adams, Мэрайя Кэри, Bryan-Michael Cox, Danja, DJ Toomp, Jermaine Dupri, James Poyser, Swizz Beatz, The-Dream, Tricky Stewart, Scott Storch, Stargate
- Исполнительные продюсеры: Мэрайя Кэри, L.A. Reid
- Соисполнительный продюсер: Mark Sudack
- Бэк-вокал: Sade Austin, Мэрайя Кэри, Shawntae «Da Brat» Harris, Crystal «Cri$tyle» Johnson, Dante Santiago, Mary Ann Tatum
- Инженеры: Adams, Nick Banns, Mikkel S. Eriksen, Brian Garten, Kuk Harrell, John Horesco IV, Padriac Kerin, Derrick Selby, Kelly Sheehan, James Stassen
- Микширование и сведение: Marcella Araica, Miguel Bustamante (assistant), Dylan Dresdow, Dupri, Supa Engineer Duro, Josh Houghkirk (assistant), Jaycen Joshua, Fabian Marasciullo, David Pensado, Phil Tan
- Мастеринг: Bernie Grundman
- Менеджмент: Benny Medina, Gina Rainville, Michael Richardson, Melissa Ruderman, Sudack
- Художественное оформление и дизайн: Carol Corless, Doug Joswick
- Инструментализация: B.M.C., Stargate

## Хронология выпуска
| Страна         | Дата           | Формат (стандартная версия)    | Лейбл                          |
| -------------- | -------------- | ------------------------------ | ------------------------------ |
| Австрия        | 11 апреля 2008 | Компакт-диск, цифровой контент | The Island Def Jam Music Group |
| Италия         | 11 апреля 2008 | Компакт-диск, цифровой контент | The Island Def Jam Music Group |
| Германия       | 11 апреля 2008 | Компакт-диск, цифровой контент | Universal Music Group          |
| Австралия      | 14 апреля 2008 | Компакт-диск, цифровой контент | The Island Def Jam Music Group |
| Франция        | 14 апреля 2008 | Компакт-диск, цифровой контент | The Island Def Jam Music Group |
| Новая Зеландия | 14 апреля 2008 | Компакт-диск, цифровой контент | The Island Def Jam Music Group |
| США            | 14 апреля 2008 | Компакт-диск, цифровой контент | The Island Def Jam Music Group |
| Мексика        | 14 апреля 2008 | Компакт-диск, цифровой контент | The Island Def Jam Music Group |
| Великобритания | 14 апреля 2008 | Компакт-диск, цифровой контент | Mercury Records                |
| Канада         | 15 апреля 2008 | Компакт-диск, цифровой контент | Universal Music Group          |
| Япония         | 15 апреля 2008 | Компакт-диск, цифровой контент | The Island Def Jam Music Group |